# Nykvarn község
Nykvarn község (svédül: Nykvarns kommun) Svédország 290 községének egyike. Stockholm megyében található, székhelye Nykvarn.

## Települések
A község települései:
| Település     | Népesség | Megjegyzés         |
| ------------- | -------- | ------------------ |
| Finkarby      | 214      |                    |
| Nygårds hagar | 328      |                    |
| Nykvarn       | 6497     | a község székhelye |

## Népesség
| Lakosok száma | 9634 | 10 660 | 10 923 | 11 014 | 11 222 | 11 500 | 11 664 | 12 107 | 12 342 | 12 324 |
|               | 2014 | 2017   | 2018   | 2019   | 2020   | 2021   | 2022   | 2023   | 2024   | 2025   |